# 海倫芬體育會

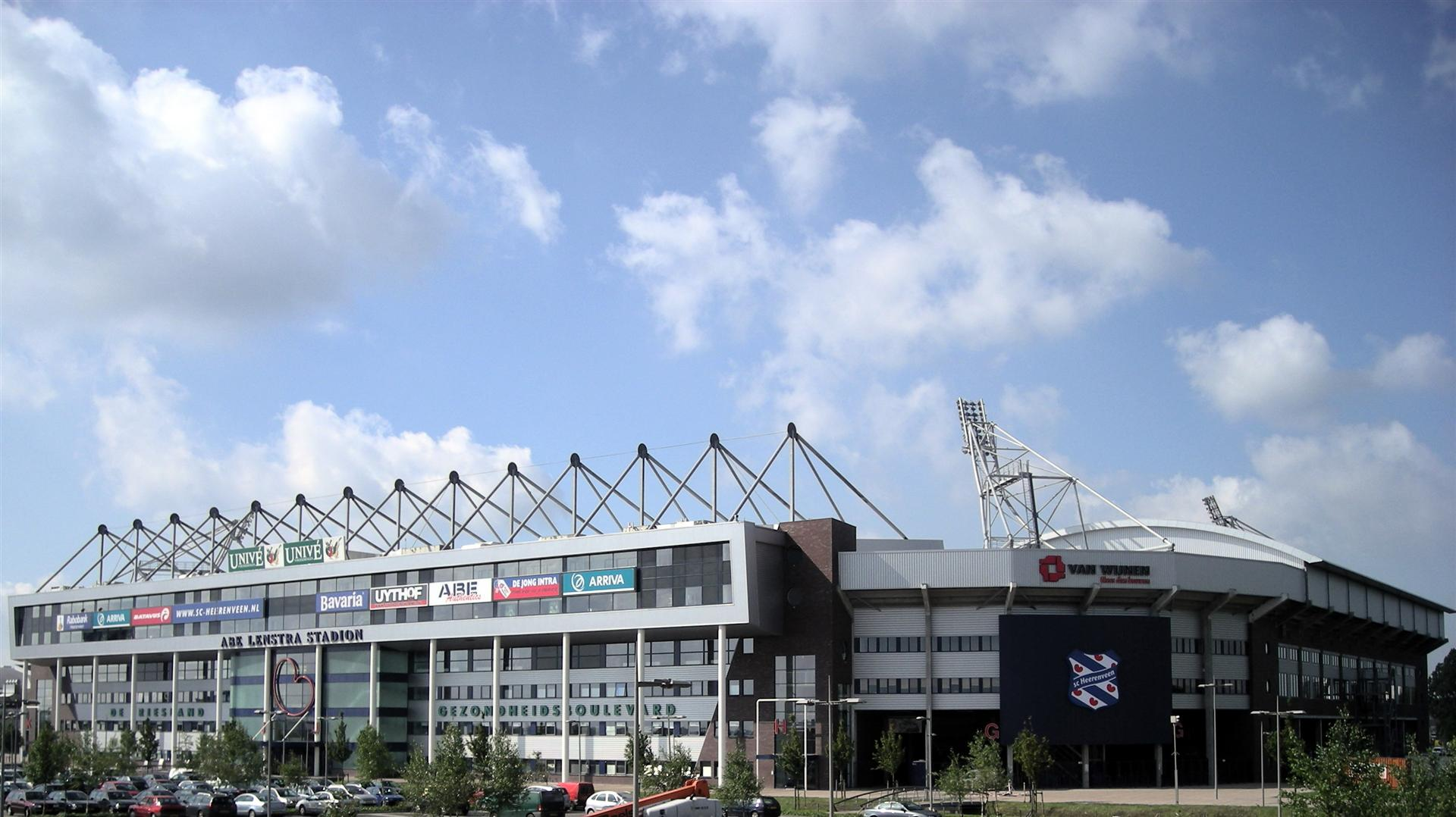
艾比倫斯特拉球場

海倫芬體育會（Sportclub Heerenveen），或可譯為荷連芬、海倫維恩，是一間荷蘭球會，位於荷蘭菲仕蘭省的海倫芬市，目前在荷蘭甲組足球聯賽角逐。主場為艾比倫斯特拉球場，容量為26,600人。
會徽上的上方是菲仕蘭省旗的標誌，而所有在艾比倫斯特拉球場舉行的主場比賽，都會奏起菲仕蘭省的省歌。

## 歷史
球會在1920年7月20日成立，位於荷蘭的海倫芬市。成立以來球會成績一直欠奉，未曾取得荷甲聯賽冠軍，盃賽也是一樣。
雖然球會在歐洲來說寂寂無名，但在荷蘭本土則颇有名氣，因為球會獲得2000－01年歐洲聯賽冠軍杯分組賽參賽資格。前一年荷甲海倫芬排第二，對小球會來說殊不簡單。經過多年在歐洲賽的亮相，海倫芬成為少數有力挑戰荷甲三強（飛燕諾、燕豪芬及阿積士）的球會之一。在2004-05球季的平均入場人數為18,400人，但預測還有上升的趨勢，因為球場容量將會擴充至27,000個座位。
有點奇怪的是，對一個只有28,000人居住的市鎮來說，海倫芬卻擁有的龐大的球迷人數，最少在荷蘭來說已經是龐大了。不過，海倫芬被多數居民視為菲仕蘭省的光榮，是無可置疑的。幾乎所有居住在菲仕蘭省的居民都是海倫芬的球迷，除了在省會的居民，則會支持另一隊當地球會金堡爾（Cambuur Leeuwarden）。

## 成就
- 荷蘭甲組足球聯賽
  - 亞軍 (1):  2000年
- 荷蘭盃
  - 冠軍 (1):  2009年
  - 亞軍 (2):  1993年，1997年

## 著名球員
| 荷蘭 - 保斯維特 - 布真克 - 亨特拉爾 - 迪莊 - Piet Keur - 倫斯特拉 - 雲尼斯杜萊 - 丹尼士 迪奴爾查 - 迪奴爾查 - 施臘 - 泰蘭 - Erik Tammer - Erik Regtop - 盧爾路夫臣 - Uğur Yıldırım | 巴西 - 艾方素 加拿大 - 費蘭特 克羅地亞 - 彭捷 丹麥 - 湯馬臣 - 丹尼爾贊臣 芬蘭 - 紐美拿 - 華利倫 加納 - Prince Polley 希臘 - 森馬拉斯 波蘭 - 拉當斯基 | 羅馬尼亞 - Rodion Cǎmǎtaru - 約安·安東尼 俄羅斯 - 科爾涅耶夫 - 普波域特斯 塞爾維亞 - 蘇利文尼 南非 - 禾克 瑞典 - 柯碧克 - 艾特文 - 彼德漢臣 - 施拉高域 |

## 外部連結
- （荷兰文） 官方網站 （页面存档备份，存于）